# Asilaris bicolor
Asilaris bicolor là một loài bọ cánh cứng trong họ Cerambycidae.